# シールテープ

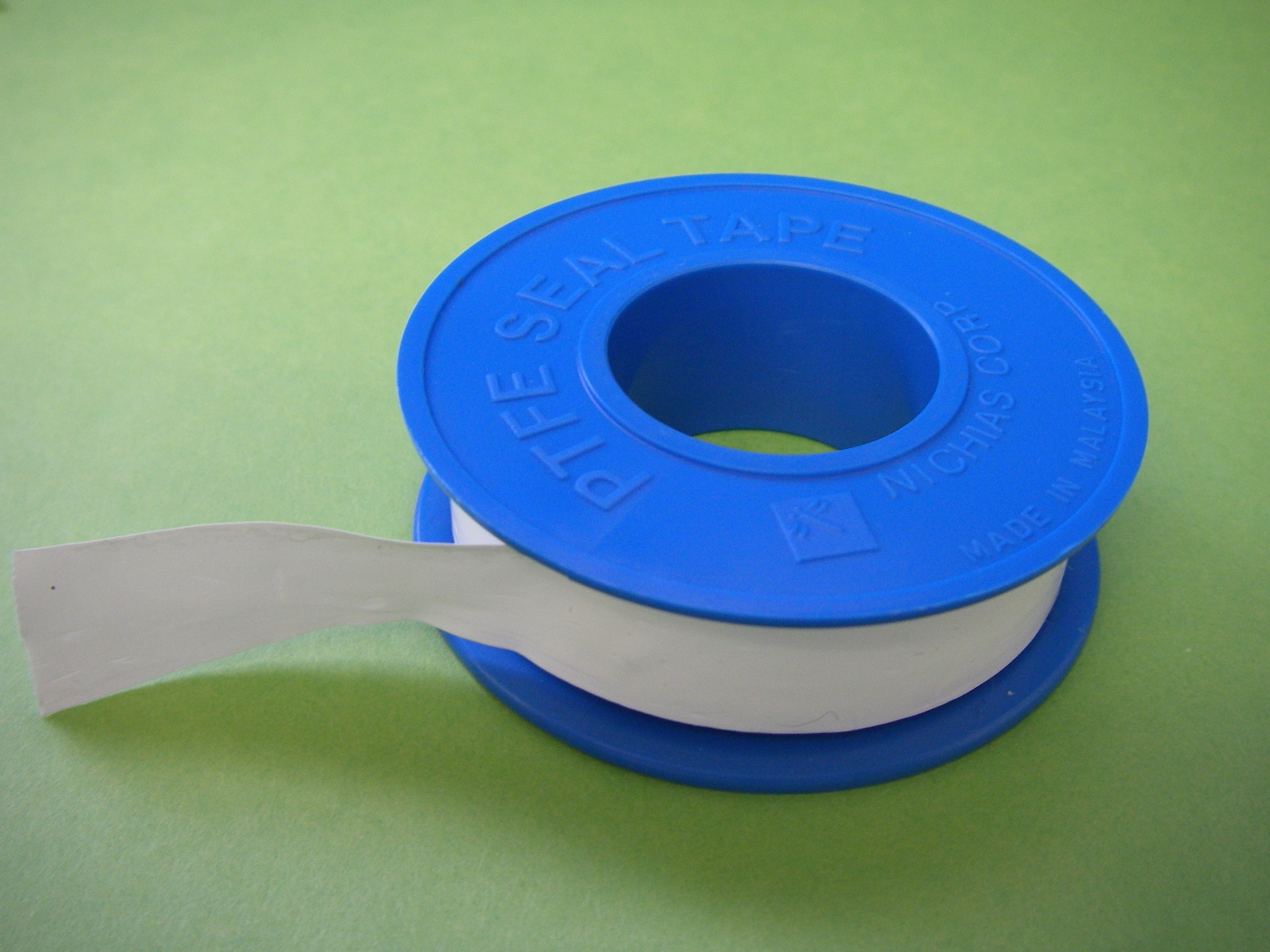
シールテープ

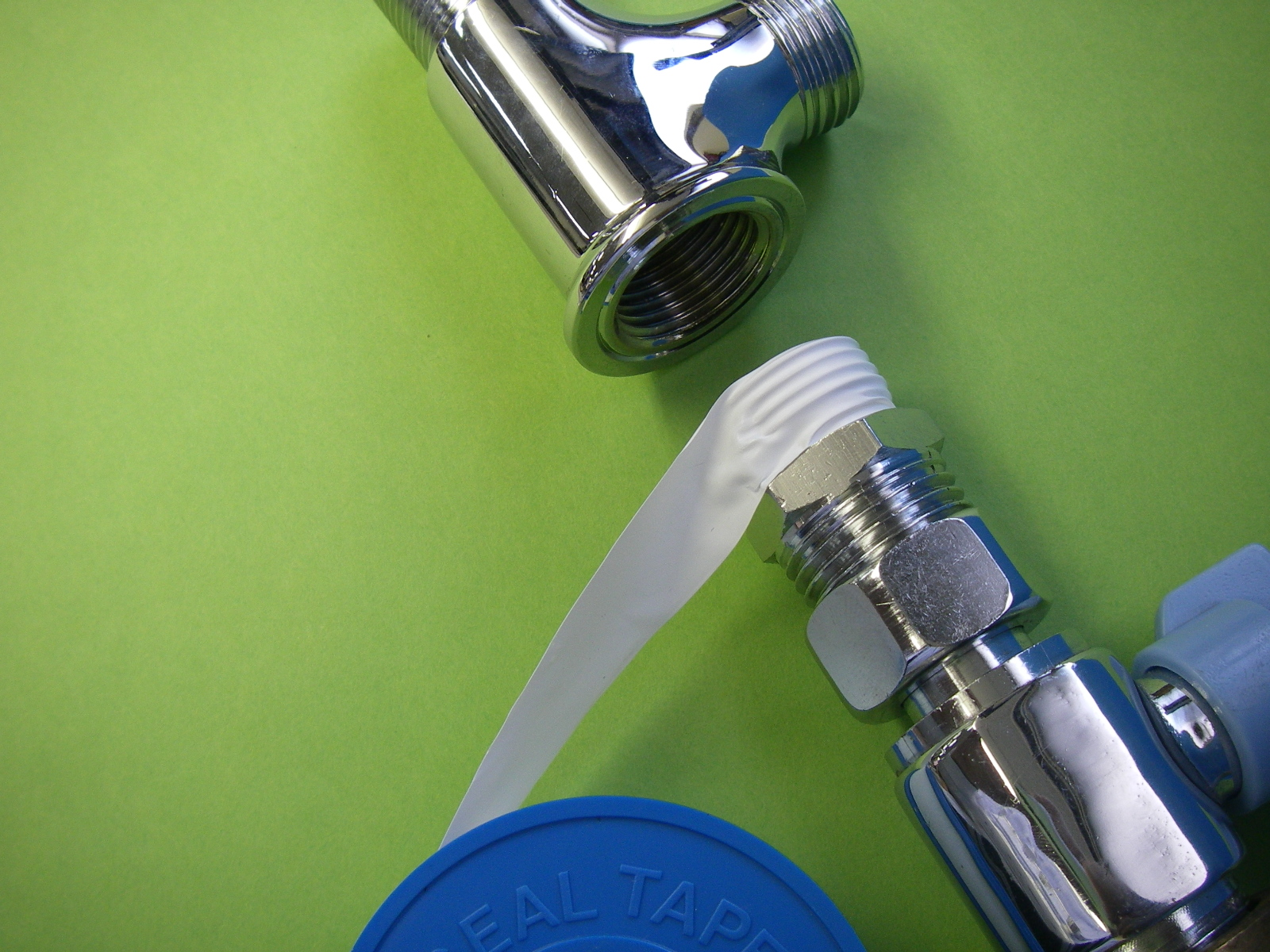
この写真のように雄ねじ先端部よりテープがはみ出したままで施工すると、管内にシールテープの切れ端が侵入し、配管のつまりや機器の故障の原因になる。

シールテープ（英: seal tape）は、テープ状のシール材。
JIS名称は、「シール用四ふっ化エチレン樹脂未焼成テープ（生テープ）」(JIS K 6885)。シールテープの材質はテフロン（ポリテトラフルオロエチレン）。
シールテープは水道管や空気管、また油圧の配管など、液体や気体を導く配管の接続部分等に生じたすき間を埋めるために使用されるシール材である。配管の接続部分には互いにねじが切られており、それらをかみ合わせることで接続を果たしている。しかし、接続箇所のねじ切りを完全に整合させることは難しく、ここにわずかなすき間が生まれる。このすき間は液体や気体にとっては容易に通過できるものであるため、これを埋めておかないと漏水・漏気・漏油の原因となる。シールテープはとくに管用テーパねじのすき間を直接充填することによって、ねじの水密・気密を保つものである。
薄いテープ状に加工しリールに巻かれた状態で販売されており、テープ幅や巻き長により種類がある。径の太い配管には幅の広いテープが適している。ホームセンターなどで水道配管補修材として入手できるほか、配管継ぎ手など、水道配管部品には少量ながら付属している場合もある。

## 使用方法
シールテープは、接続する配管の雄ねじに適量を巻き付けたのち、雌ねじにかみ合わせる。
雄ねじの先端、一山から二山程度あけた部分から巻き始める。巻き始め部分で数回ほど巻き付けたのち、ねじの根本に向かってテープを重ね合わせるようにして巻きつけていく。
シールテープはねじ山に沿うようにして巻く。このとき逆方向に巻いてしまうと、ねじを挿入するときにシールテープが取れてしまう。また、先端部よりテープがはみ出してしまうと、管内にシールテープの切れ端が侵入することになり、配管のつまりや機器の故障の原因になる。
一旦締め付けた物を再び緩めるとシールテープの圧縮力が無くなり漏れの原因となるので注意が必要。ねじを外すとシールテープの断片が雄ねじと雌ねじの両方に付着している場合が多く、これを残したままにするとやはりトラブルの原因になる。再組み付けのためにシールテープを巻き直す前には、古いシールテープを完全に除去しなければならない。
水道や油圧の用途では漏れに対する信頼性をより向上させるため、液状シール材を併用するのが主流である。またシールテープは管用平行ねじにも使用可能だが、平行ねじではOリングやメタルガスケットなど、別方式のシールの方が多用される。
以前はLPガス配管でも使われていたが近年液状シール材に置きかえられつつある。